# Eurya bifidostyla
Eurya bifidostyla är en tvåhjärtbladig växtart som beskrevs av Kuo Mei Feng och P.Y. Mao. Eurya bifidostyla ingår i släktet Eurya och familjen Pentaphylacaceae. Inga underarter finns listade i Catalogue of Life.